# Neoregostoma fasciatum
Neoregostoma fasciatum är en skalbaggsart som först beskrevs av Aurivillius 1920.  Neoregostoma fasciatum ingår i släktet Neoregostoma och familjen långhorningar.
Artens utbredningsområde är Paraguay. Inga underarter finns listade i Catalogue of Life.